# Лепше од снова
Лепше од снова је југословенски телевизијски филм из 1976. године. Режирао га је Дејан Ћорковић, а сценарио је писао Синиша Павић.

## Улоге
| Глумац           | Улога  |
| ---------------- | ------ |
| Новак Билбија    |        |
| Бранко Ђурић     |        |
| Милена Дравић    |        |
| Иван Клеменц     | путник |
| Тони Лауренчић   |        |
| Мирољуб Лешо     | Марко  |
| Предраг Милетић  |        |
| Драган Николић   | Тома   |
| Чедомир Петровић |        |
| Љубиша Самарџић  |        |
| Славко Штимац    | дечак  |
| Душан Војновић   | Милош  |